# Kells
Kells (irsko Ceanannas) je mesto v grofiji  Meath v Republiki Irski. Mesto leži v bližini avtoceste M3, 16 km je oddaljeno od mesta Navan in 65 km od Dublina. V zadnjih letih se je mesto povečalo, saj se vanj priseljuje vse več prebivalcev Dublina.
Ime Kells izvira iz Kenlis, anglizirane verzije besede 'Ceann Lios' iz irskega jezika. Ceann Lios pomeni glavno utrdbo, pojavlja se tudi kot izraz Ceannanas Mór. 
Pred odprtjem avtoceste junija 2010 je bil Kells živahno križišče stare ceste N3. Vsak dan se je skozi naselje peljalo preko 18.000 vozil. Kells je bil zato znan kot kraj prometnih zamaškov za cesto N3, ki vodi skozi Dublin, Cavan, Enniskillen in Ballyshannon ter za cesto N52, ki povezuje kraje Dundalk, Tullamore in Nenagh. Križišče teh cest je v središču mesta. Z novo avtocesto M3 se je skrajšala pot do Dublina in zmanjšalo število vozil, ki vozijo skozi mesto.

## Zgodovina
Samostan v mestu Kells naj bi okoli leta 804 n.š. ustanovili menihi, ki so zaradi vikinških napadov pribežali iz samostana Sv. Colmcilla na otoku Iona.
Kells je bil kasneje mesto na meji z območjem, ki je bilo pod direktno angleško oblastjo. Tu so se odvile številne bitke med pristaši kraljestva Bréifne in Normani. Po Tudorjih sta bila med letoma 1561 in 1800 iz Kellsa dva člana angleškega parlamenta. Med upori leta 1641 so pristaši O'Reillyja med napadi na Angleže mesto zažgali.
Med obdobjem velike lakote je prebivalstvo Kellsa upadlo za 38%, kar so izmerili popisi prebivalstva iz let 1841 in 1851. Ubožnica in bolnišnica sta bili v tistih časih nabito polni.